# Середо (Западна Вирџинија)
Середо (енгл. Ceredo) град је у америчкој савезној држави Западна Вирџинија.

## Демографија
По попису из 2010. године број становника је 1.450, што је 225 (-13,4%) становника мање него 2000. године.
| Група             | 2000.         | 2010.         |
| Белци             | 1.630 (97,3%) | 1.412 (97,4%) |
| Афроамериканци    | 0 (0,0%)      | 2 (0,1%)      |
| Азијати           | 13 (0,8%)     | 1 (0,1%)      |
| Хиспаноамериканци | 15 (0,9%)     | 12 (0,8%)     |
| Укупно            | 1.675         | 1.450         |